# Culicoides insularis
Culicoides insularis är en tvåvingeart som beskrevs av Kitaoka 1980. Culicoides insularis ingår i släktet Culicoides och familjen svidknott. Inga underarter finns listade i Catalogue of Life.